# HMP Leicester
HMP Leicester (His Majesty’s Prison Leicester) – męskie więzienie kategorii B, zlokalizowane w angielskim mieście Leicester, w hrabstwie Leicestershire tuż przy parku Nelsona Mandeli. 
Więzienie zarządzane jest przez agencję rządową Służbę Więzienną Jego Królewskiej Mości (HM Prison Service). W czerwcu 2020 znajdowało się w nim 323 więźniów.

## Historia
Więzienie zostało zaprojektowane przez geodetę hrabstwa Leicester Williama Parsonsa tak aby przypominało zamek i kosztowało £20 000. Najstarsza część pochodzi z 1825 r., a oficjalne otwarcie nastąpiło w 1828 r.
W latach 1829–1953 w HMP Leicester przeprowadzono 23 egzekucje. Najmłodszym straconym był 19-letni John Swift, a najstarszym 62-letni Thomas Bloxham. Tylko cztery pierwsze egzekucje były karami za przestępstwa inne niż morderstwa. Stracono tylko jedną kobietę, Sarah Smith w 1832 r., reszta to mężczyźni. XIX-wieczne egzekucje przeprowadzane były publicznie i przyciągały tysiące widzów. W następstwie nowelizacji ustawy o karze śmierci z 1868 r., publiczne egzekucje zostały zniesione, a późniejsze odbywały się wewnątrz więzienia, za zamkniętymi drzwiami.
W 1953 roku doszło do nieudanej próby ucieczki. Albert Hattersley został skazany na 7 lat więzienia za napad na pocztę w Birtstall w maju 1953 roku. Recydywista na co dzień pracował w kopalni, skąd wynosił ładunki wybuchowe. W kryminalnym półświatku był ekspertem od wysadzania sejfów. Wieczorem 18 grudnia 1953 roku zdołał wspiąć się na 11-metrowy mur więzienia i zeskoczyć z drugiej strony. Hattersley doznał złamania otwartego kostki i został schwytany następnego dnia.
14 marca 1975 roku brama wjazdowa, przylegający budynek i mur zostały wpisane na listę zabytków klasy II.

## HMP Leicester dziś
Obecnie więzienie przetrzymuje dorosłych mężczyzn, zarówno skazanych jak i tymczasowo aresztowanych w oczekiwaniu na rozprawy w okolicznych sądach.
Milton Keynes College prowadzi edukację dla więźniów. Koncentruje się ona głównie na przedmiotach zawodowych i podstawowych umiejętnościach. W więzieniu znajduje się również biblioteka, sala gimnastyczna i duszpasterstwo różnych wyznań.

## Znani byli więźniowie
- Brian Keenan – były członek Rady Armii Prowizorycznej Irlandzkiej Armii Republikańskiej (PIRA);
- Mark Morrison – wokalista R&B, skazany za rozboje w 1997 r.[6];
- Ricky Tomlinson – aktor, komik, pisarz i aktywista[7];
- Charles Bronson – często określany przez prasę jako "najbardziej brutalny więzień w Wielkiej Brytanii";
- bracia Kray – notoryczni kryminaliści, będący główną przyczyną przestępczości zorganizowanej na East End w Londynie w latach pięćdziesiątych i sześćdziesiątych;
- William Hughes – odpowiedzialny za śmierć czterech zakładników i zranienie dwóch strażników więziennych podczas próby ucieczki[8].